# Pietro Alessandro Guglielmi
Pietro Alessandro Guglielmi (* 9. Dezember 1728 in Massa di Carrara; † 19. November 1804 in Rom) war ein italienischer Komponist.

## Leben
Der Sohn des Kapellmeisters Jacopo Guglielmi (* um 1690 in Massa; † 1740 ebenda) hatte ersten Unterricht bei seinem Vater, dann bei Giacomo Puccini, ab 1746 am Conservatorio di Santa Maria di Loreto und schließlich bei Francesco Durante in Neapel. 1762 wurde er Hofkapellmeister in Dresden. Eine in älteren Quellen vermutete Tätigkeit in Braunschweig lässt sich nicht nachweisen. Ab 1767 arbeitete er gemeinsam mit Felice Alessandri als Komponist und Musikdirektor des King’s Theatre in London. Seit 1772 lebte er wieder in Neapel. 1793 wurde er Domkapellmeister an der Cappella Giulia im Petersdom in Rom, wo er bis zu seinem Tode blieb. Ab 1797 übernahm er zusätzlich den Posten des Kapellmeisters von San Lorenzo in Lucina. 1803 wurde er als auswärtiges Mitglied in die Académie des Beaux-Arts aufgenommen.
Der überaus produktive Komponist schrieb mehr als einhundert Opern, neun Oratorien, ein Requiem, ein Miserere, Motetten, Sinfonien, kammermusikalische Werke sowie Sonaten und andere Stücke für das Cembalo und das Pianoforte.
Auch sein Sohn Pietro Carlo Guglielmi war ein erfolgreicher Opernkomponist.